# Dial Hard
Dial Hard es el segundo álbum de estudio de la banda suiza de hard rock Gotthard, lanzado en 1994.

## Lista de canciones
Todas las canciones escritas y compuestas por Steve Lee, Leo Leoni y Chris Von Rohr, excepto las que se indican. 
| N.º   | Título                   | Escritor(es)               | Duración |  |
| 1.    | «Higher»                 |                            | 4:32     |  |
| 2.    | «Mountain Mama»          |                            | 3:52     |  |
| 3.    | «Here Comes The Heat»    |                            | 3:01     |  |
| 4.    | «She Goes Down»          | Joe South                  | 4:52     |  |
| 5.    | «I'm Your Travelin' Man» | Andris/Neyer/Jamison       | 5:25     |  |
| 6.    | «Love For Money»         | Chris von Rohr/Mauser      | 3:40     |  |
| 7.    | «Get It While You Can»   |                            | 5:42     |  |
| 8.    | «Come Together»          | John Lennon/Paul McCartney | 4:47     |  |
| 9.    | «Dirty Devil Rock»       |                            | 4:15     |  |
| 10.   | «Open Fire»              |                            | 4:56     |  |
| 11.   | «I'm On My Way»          |                            | 5:57     |  |
| 51:08 |                          |                            |          |  |

Versión asiática (BMG BVCP-692): bonus tracks

|     |                             |          |  |  |  |  |  |  |  |  |
| N.º | Título                      | Duración |  |  |  |  |  |  |  |  |
| 12. | «Good Time Lover» (en vivo) | 5:15     |  |  |  |  |  |  |  |  |
| 13. | «Rock and Roll» (en vivo)   | 4:46     |  |  |  |  |  |  |  |  |

Notas adicionales
- La canción 8 fue grabada originalmente por The Beatles en el álbum Abbey Road
- La canción 13 fue grabada originalmente por Led Zeppelin en el álbum Led Zeppelin IV

## Posición en las listas
Dial Hard debutó en el puesto #2 del chart suizo de ventas en 1994 y en la segunda semana llegó al puesto #1 donde permaneció en ese lugar por cinco semanas consecutivas.
| Lista (1994) | Mejor posición |
| ------------ | -------------- |
| Suiza        | 1              |

## Créditos y personal
- Voz - Steve Lee
- Coros - Leo Leoni
- Bajo - Marc Lynn, Steve Bishop
- Guitarra - Leo Leoni, Steve Bishop
- Percusión - Hena Habegger
- Teclados - Pat Regan
- Composición - Steve Lee, Leone Leoni y Chris Von Rohr
- Arreglos - Chris Von Rohr
- Mezclas – Phil Kaffel
- Fotografía - Bernhard Kühmstedt
- Dirección de arte - Thomas Sassenbach